# Hazel Henderson
Hazel Henderson (Bristol, 27 marzo 1933 – 22 maggio 2022) è stata un'economista inglese, studiosa di economia etica.
Negli ultimi anni ha lavorato in televisione, diventando anche produttrice di programmi. È autrice di diversi saggi.
Uno dei famosi aforismi dell'autrice compara l'economia mondiale, e quella occidentale in particolare, ad una torta a tre strati con glassa, così composta: il primo strato è la natura, il secondo è l'economia di sussistenza, il terzo è l'economia pubblica e privata e l'ultimo, la glassa, che si regge sugli strati sottostanti, è la finanza.
La dottoressa Hazel Henderson è una grande pensatrice indipendente, specialmente nelle questioni economiche. È stata molto attiva agli inizi degli anni 90' nel campo dei fondi etici per gli investitori istituzionali. Inoltre ha reso famosa l'espressione «Casinò Globale», scrivendo un articolo intitolato Rules to Tame the Global Casino («Regole per addomesticare il casino globale).

## Opere
- Mercati etici: Crescere la Green Economy, Chelsea Green Publishing, 2006, ISBN 978-1-933392-23-3
- Daisaku Ikeda coautore, Planetary Citizenship, Middleway Press, 2004, ISBN 978-0-9723267-2-8,
- Hazel Henderson et al., Calvert-Henderson Indicatori della qualità della vita, Calvert Group, 2000, ISBN 978-0-9676891-0-4, 392 pagg.
- Oltre la globalizzazione. Kumarian Press, 1999, ISBN 978-1-56549-107-6, 88 pagg
- Costruire un mondo Win-Win. Berrett-Koehler Publishers, 1995, ISBN 978-1-57675-027-8
- Creazione di future alternativi. Kumarian Press, 1996, ISBN 978-1-56549-060-4, 430 pgs (edizione originale, Berkley Books, NY, 1978)
- Hazel Henderson et al., The United Nations: Policy and Financing Alternatives. Commissione globale per finanziare le Nazioni Unite, 1995, ISBN 978-0-9650589-0-2
- Paradigmi in corso. Berrett-Koehler Publishers, 1995, ISBN 978-1-881052-74-6, 293 pgs (edizione originale, Sistemi di conoscenza, 1991)
- Ridefinire ricchezza e progresso: nuovi modi per misurare il cambiamento economico, sociale e ambientale: il rapporto di Caracas sugli indicatori di sviluppo alternativi. Knowledge Systems Inc., 1990, ISBN 978-0-942850-24-6
- La politica dell'età solare. Knowledge Systems Inc., 1988, ISBN 978-0-941705-06-6,(edizione originale, Doubleday, NY, 1981433